# Chipukizi FC
Der Chipukizi FC ist ein sansibarischer Fußballverein.
Der Verein spielte für mehrere Jahre in der Zanzibar Premier League. Größter Erfolg war die Finalteilnahme 2007 der nationalen Meisterschaft. Dort verloren sie das entscheidende Spiel gegen den Miembeni SC mit 2:5 Toren. Durch den Erfolg qualifizierten sie sich für den CAF Confederation Cup, wo sie aber in der ersten Spielrunde scheiterten. Aktuell spielt der Verein nach seinem Abstieg 2014 in der Zanzibar Second Division.

## Statistik in den CAF-Wettbewerben
| Wettbewerb                 | Runde    | Gegner             | Hinspiel | Rückspiel |  |
| -------------------------- | -------- | ------------------ | -------- | --------- |  |
|                            |          |                    |          |           |  |
| CAF Confederation Cup 2008 | Vorrunde | Green Buffaloes FC | 0:5 (H)  | 0:2 (A)   |  |